# 张友松
张友松（1903年—1995年），原名张鹏，笔名常健、张鹤，湖南醴陵人，毕业于北京大学，曾建立“春潮书局”、“晨光书局”，历任上海北新书局编辑，《中国建设》编辑。译著等身的他生平翻译了马克吐温，屠格涅夫，史蒂文森，基伦斯，高尔基，施笃姆，契诃夫、屠格涅夫、普列沃、歌德的十几部作品。

## 生平
1903年，张友松出生在湖南省醴陵县。12岁时，跟大姐张挹兰搬迁到北京市。
1922年，张友松考入北京大学，课余翻译英文小说，大姐早逝后，他的家庭负担一下变得更重，也不能继续留在北大念书了，肄业后，张友松辗转在青岛和山东济南、湖南长沙和衡阳等地教书。张友松曾在上海北新书局工作，这期间他结识了文学巨匠鲁迅，鲁迅在日记里114次提到张友松。中国抗日战争时，张友松建立“晨光书局”、“春潮书局”。
1951年，张友松到北京，负责宋庆龄女士创办的《中国建设》英文版的编译、采访和组稿工作。1954年，张友松被安排到人民文学出版社工作。
反右时，张友松开始受到冲击。1966年，毛泽东发起文化大革命，批斗知识分子，张友松和众多知识分子一样饱受政治迫害，一九五七年九月二日的《人民日报》上刊登了新华社记者袁木的文章，把张友松划入“右派集团”。批斗中他的右眼被打瞎，但是仍然坚持翻译工作，陆续翻译马克·吐温《哈克贝利·费恩历险记》、《汤姆·索亚历险记》、屠格涅夫《世外桃源》、基伦斯《扬布拉德一家》、史蒂文森《荒岛探宝记》。
1984年，张友松搬迁到四川省成都市郊外杜甫草堂西侧，当时邓小平重返政坛，执掌中华人民共和国政府，把工作重心从“阶级斗争”转移到“经济建设”，人民群众的生活开始脱贫，张友松的女儿在工厂工作，张友松没有工资、没有养老金，他和妻子徐女士的生活全部仰仗北京市政协的资助。作家高缨去见他尊称他为长辈，因为张友松和鲁迅一样是五四运动以来的文化人，流沙河去见他行弟子礼，摄影家徐伏钢去探视他，发现已经过了中午，张友松仍然没有吃午饭，于是请他到面馆吃了一碗面，90岁的张友松因饥饿而大口吞食，徐伏钢当场落泪，因为张友松的译著虽然被书商广泛发行，但是直到他去世都没有收到一分钱稿费。1995年，张友松在贫病交加的困顿环境中去世。
南京农业大学外国语学院的李平教授在2010年和2015年分别撰写了两篇关于张友松的学术论文，《以译为业 译著等身——被遗忘的翻译家张友松》发表于2015年4月期的江苏外语教学与研究，《张友松与林语堂》发表于2010年5月期的东方翻译。

## 作品
张友松的作品已经由季羡林主编的《世界文学名著经典文库》和人民文学出版社的《名著名译》出版发行。
- 施笃姆《茵梦湖》

- 马克·吐温《哈克贝利·费恩历险记》、《汤姆·索亚历险记》

- 罗伯史蒂文森《金银岛》

- 基伦斯《扬布拉德一家》[8]

- 屠格涅夫《世外桃源》、《春潮》、《薄命女》

- 契诃夫《三年》、《爱》、《决斗》

- 高尔基《二十六男与一女》